# Bur Nikekuyang
Bur Nikekuyang är ett berg i Indonesien.   Det ligger i provinsen Aceh, i den västra delen av landet, 1 600 km nordväst om huvudstaden Jakarta. Toppen på Bur Nikekuyang är 1 331 meter över havet.
Terrängen runt Bur Nikekuyang är kuperad. Runt Bur Nikekuyang är det ganska tätbefolkat, med 239 invånare per kvadratkilometer. I omgivningarna runt Bur Nikekuyang växer i huvudsak städsegrön lövskog.